# Torneo de ajedrez Tata Steel

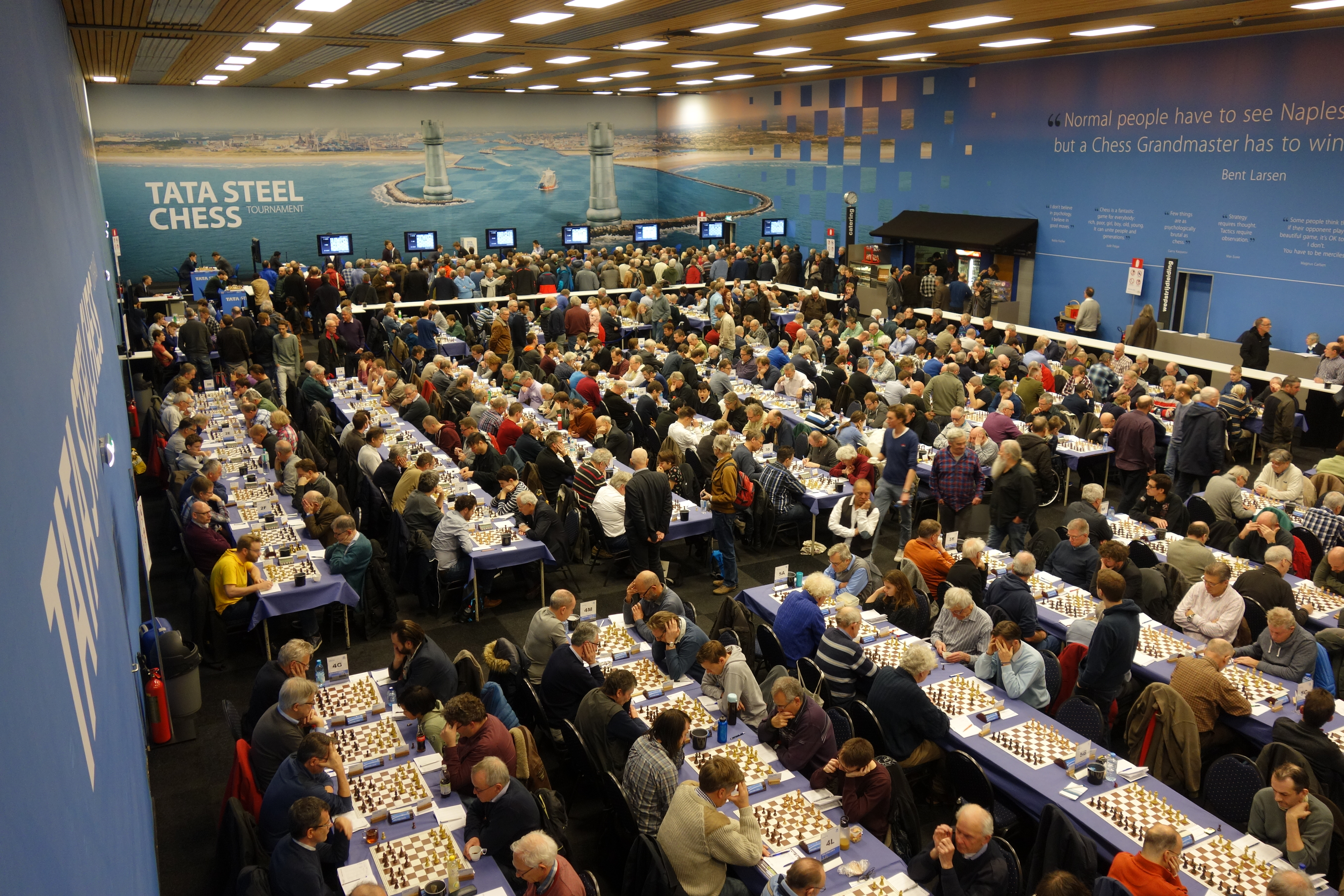
Torneo de ajedrez Tata Steel 2017

El Torneo de ajedrez Tata Steel, anteriormente conocido como Torneo de ajedrez Corus, se juega cada año, por lo general en enero, en una pequeña ciudad llamada Wijk aan Zee, en Holanda. Lo llamaron el torneo Hoogovens hasta 1999 por el promotor, el productor neerlandés de acero y de aluminio Koninklijke Hoogovens. En 2007 la empresa Corus fue adquirida por el grupo indio Tata Steel y en 2010 decidieron cambiar el nombre del torneo a Tata Steel
Magnus Carlsen, con siete títulos, es el jugador que ha ganado más veces el torneo. Le sigue Viswanathan Anand con cinco.
Desde 1938, el torneo cuenta con ilustres ganadores incluyendo a: Max Euwe, Bent Larsen, Tigran Petrosian, Paul Keres, Yefim Géler, Lajos Portisch, Borís Spaski, Mijaíl Botvínnik, Mijaíl Tal, Víktor Korchnói, Jan Timman, Anatoli Kárpov, Vladímir Krámnik, Gari Kaspárov, Viswanathan Anand, Veselin Topalov, Hikaru Nakamura, Fabiano Caruana y Magnus Carlsen.
En 2021 el holandés Jorden van Foreest ganó el torneo en la muerte súbita ante su compatriota Anish Giri.

## Resultados del 2015
El año 2015 el torneo de Wijk aan Zee se ha vuelto a llamar Tata Steel, tomando el nombre de su principal patrocinador. Han participado 14 jugadores de primer nivel mundial, jugándose 13 rondas.
El ganador ha sido el campeón del mundo Magnus Carlsen, mientras que en segundo lugar han quedado empatados a puntos cuatro jugadores: Maxime Vachier-Lagrave, Anish Giri, Wesley So y Ding Liren.
Se celebró del 9 al 25 de enero de 2015.
Tras un mal comienzo de Carlsen, quien al cabo de las tres primeras rondas sumaba solo 1 punto, merced a dos tablas y una derrota ante el polaco Wojtaszek, el campeón del mundo conectó una sorprendente secuencia de seis victorias consecutivas entre las rondas 4 y 9 (la mayor racha de su carrera), para terminar ganando el torneo.
También tuvo una destacada participación el joven Anish Giri, quien quedó segundo a medio punto del primer lugar, y quedando a tiro de cañón de los 2800 puntos de ELO. Mientras, uno de los favoritos del público, el filipino Wesley So, logró la misma puntuación que Giri, cerrando también un gran torneo.
Otra participación llamativa fue la de Wojtaszek, quien al cabo de las primeras 5 rondas había derrotado en gran estilo a los números 1 y 2 del ranking mundial, el campeón Magnus Carlsen y el prodigio italoestadounidense Fabiano Caruana. Sin embargo, no logró mantener este nivel y acabó firmando un torneo regular.
El formato fue Liga, todos contra todos a 1 vuelta.
La clasificación final fue:
- 1.º Magnus Carlsen (NOR) - 9 puntos
- 2.º Maxime Vachier-Lagrave (FRA) - 8,5 puntos
- 3.º Anish Giri (NED) - 8,5 puntos
- 4.º Wesley So (USA) - 8,5 puntos
- 5.º Ding Liren (CHN) - 8,5 puntos
- 6.º Vassily Ivanchuk (UKR) - 7,5 puntos
- 7.º Fabiano Caruana (ITA) - 7,0 puntos
- 8.º Teimour Radjabov (AZE) - 6,0 puntos
- 9.º Radoslaw Wojtaszek (POL) - 5,5 puntos
- 10.º Levon Aronian (ARM) - 5,5 puntos
- 11.º Hou Yifan (CHN) - 5,0 puntos
- 12.º Ivan Saric (CRO) - 4,5 puntos
- 13.º Loek van Wely (NED) - 4,0 puntos
- 14.º Baadur Jobava (GEO) - 3,0 puntos

## Resultados del 2010
Campeón: 1.º Carlsen, 2.º Kramnik, 3.º Shirov, hasta 14 participantes.

## Resultados del 2009
Campeón: 1.º Kariakin, 2.º Aronian, 3.º Radjabov, hasta 14 participantes.

## Resultados del 2008
El cuadro completo de resultados puede verse en :
Los ganadores han sido Carlsen y Aronian , empatados a puntos; 3.º quedó Anand y 4.º Rəcəbov.
Se celebró del 11 al 27 de enero de 2008.
Un gran éxito del joven de 17 años, Magnus Carlsen, consiguiendo el mayor número de victorias (5 en total), seguido en este apartado de Aronian con 4 victorias.
Carlsen lideró el torneo en solitario durante más de 10 jornadas para lograr 1,5 puntos en las 2 últimas partidas (donde venció a Krámnik) y lograr el título; aunque compartiendo ese primer puesto con Aronian.
Como curiosidad, vale la pena resaltar el campeonato de Ivanchuk, quedó 6.º clasificado con 12 tablas y 1 victoria, siendo el único jugador invicto. Esto nos muestra que con las tablas no es suficiente para ganar un torneo de este nivel.
El formato fue Liga, todos contra todos a 1 vuelta.
La clasificación final fue:
- 1.º Magnus Carlsen y Levon Aronian 8 puntos
- 3.º Viswanathan Anand 7,5 puntos
- 4.º Teymur Rəcəbov 7,5 puntos
- 5.º Péter Lékó	7 puntos
- 6.º Vasili Ivanchuk 7 puntos
- 7.º Vladímir Krámnik 6,5 puntos
- 8.º Michael Adams 6,5 puntos
- 9.º Veselin Topalov 6 puntos
- 10.º Judit Polgár 6 puntos
- 11.º Shakhriyar Mamedyarov 6 puntos
- 12.º Pável Eliánov 5 puntos
- 13.º Borís Gélfand 5 puntos
- 14.º Loek van Wely 5 puntos

## Ganadores del torneo, desde 1980
Torneo Hoogovens 

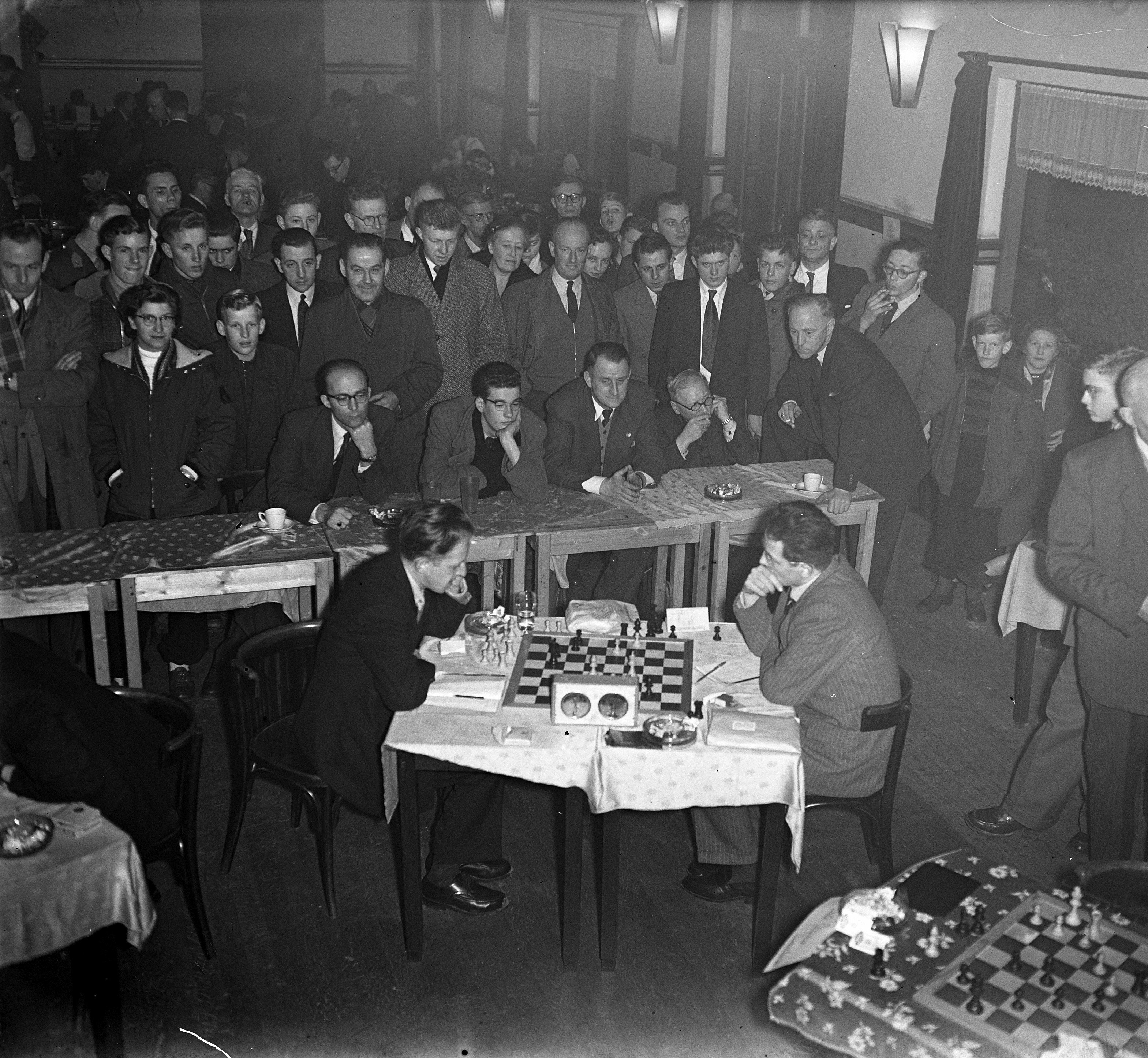
Borislav Miliç vs. Francisco José Pérez Pérez (1955)

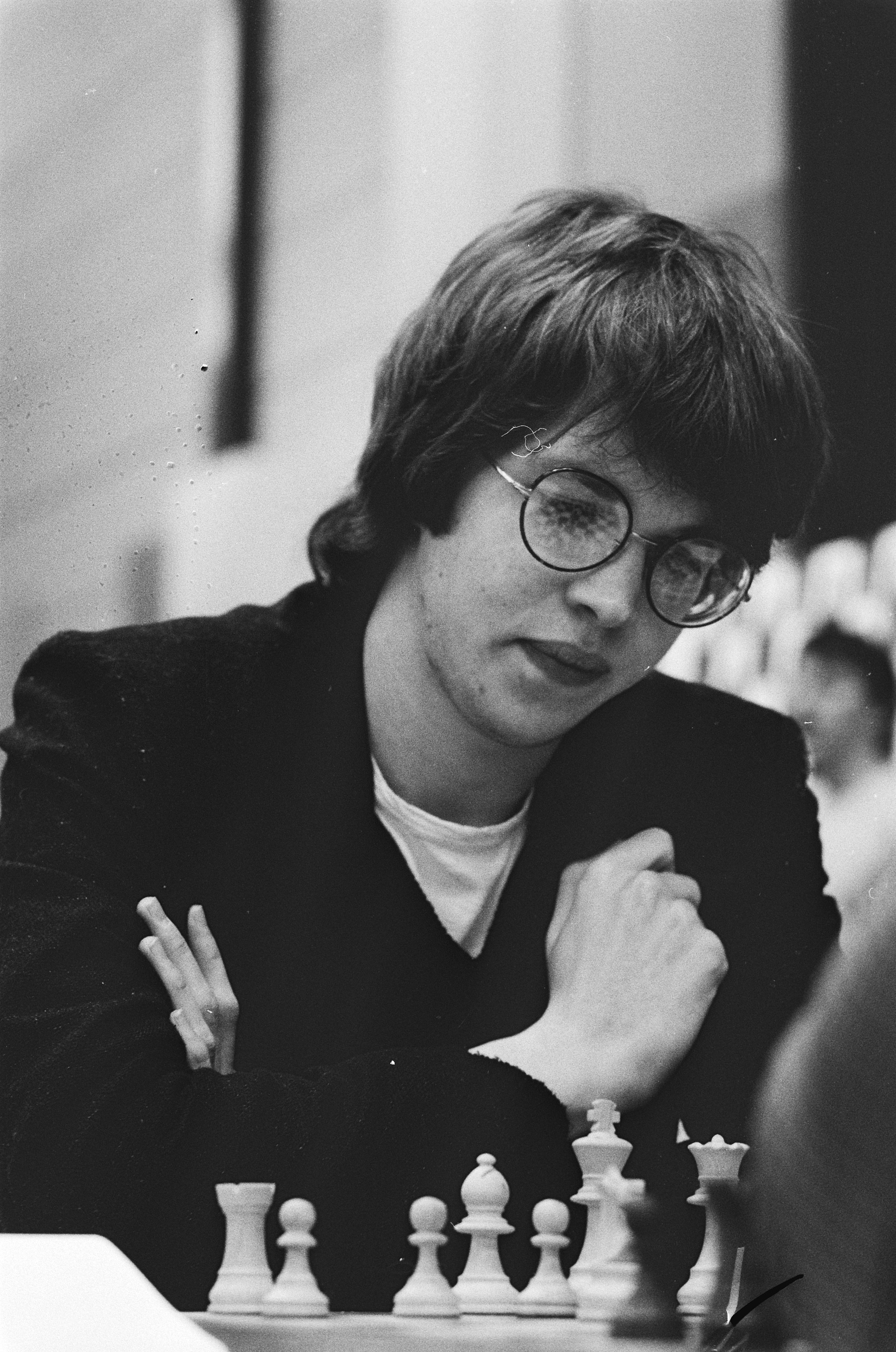
Nigel Short (1986)

- 1980 - Walter Browne y Yasser Seirawan
- 1981 - Genna Sosonko y Jan Timman
- 1982 - John Nunn y Yuri Balashov
- 1983 - Ulf Andersson
- 1984 - Aleksandr Beliavski y Víktor Korchnói
- 1985 - Jan Timman
- 1986 - Nigel Short
- 1987 - Nigel Short y Víktor Korchnói
- 1988 - Anatoli Kárpov
- 1989 - Viswanathan Anand, Predrag Nikolić, Zoltan Ribli y Gyula Sax
- 1990 - John Nunn
- 1991 - John Nunn
- 1992 - Borís Gélfand y Valeri Sálov
- 1993 - Anatoli Kárpov
- 1994 - Predrag Nikolić
- 1995 - Alekséi Dréyev
- 1996 - Vasili Ivanchuk
- 1997 - Valeri Sálov
- 1998 - Vladímir Krámnik y Viswanathan Anand
- 1999 - Gari Kaspárov

Torneo Corus 
- 2000 - Gari Kaspárov
- 2001 - Gari Kaspárov
- 2002 - Yevgeni Baréyev
- 2003 - Viswanathan Anand
- 2004 - Viswanathan Anand
- 2005 - Péter Lékó
- 2006 - Veselin Topalov y Viswanathan Anand
- 2007 - Levon Aronian, Teymur Rəcəbov y Veselin Topalov
- 2008 - Magnus Carlsen y Levon Aronian

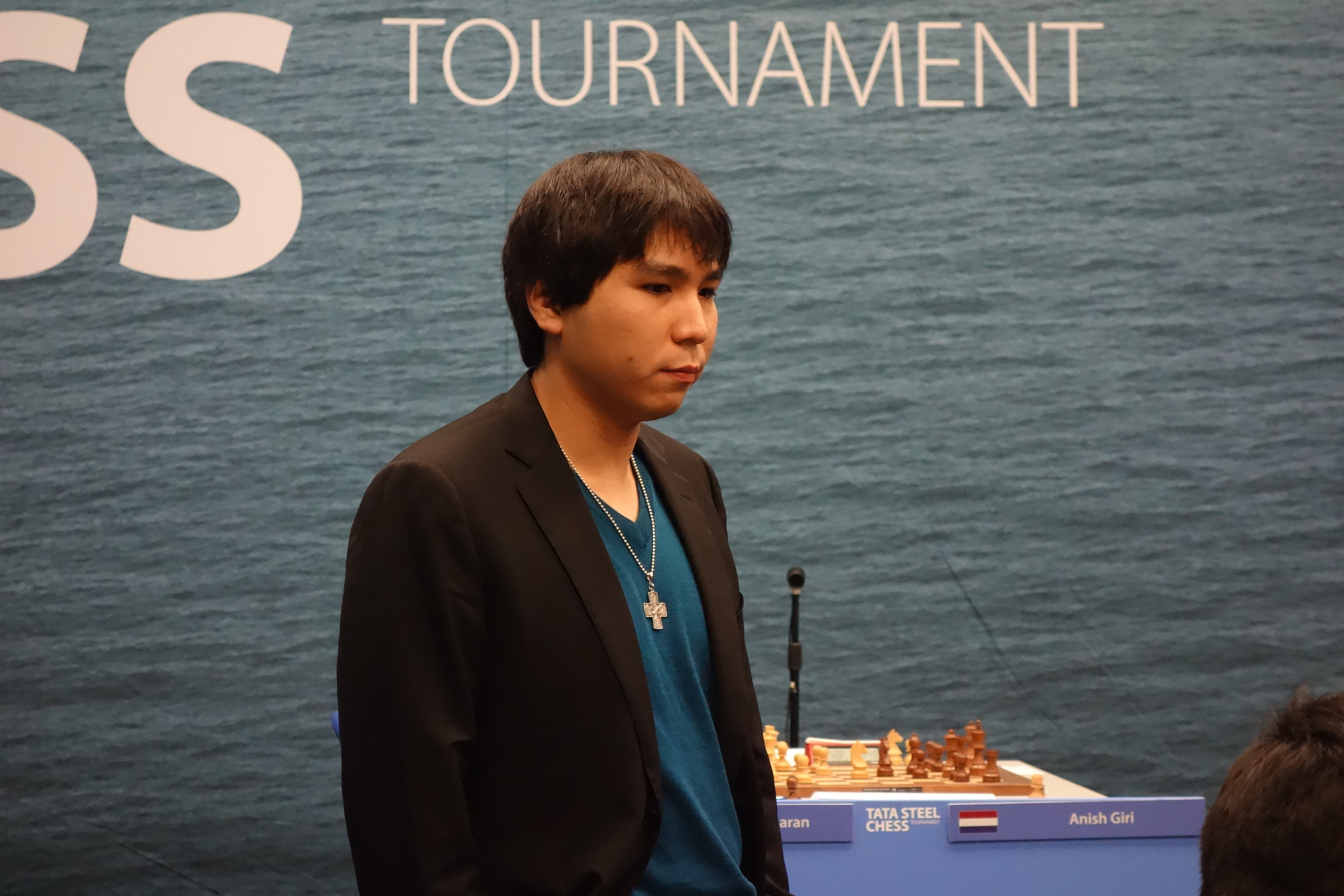
Wesley So (2017)

- 2009 - Serguéi Kariakin

Torneo Tata Steel
- 2010 - Magnus Carlsen
- 2011 - Hikaru Nakamura
- 2012 - Levon Aronian
- 2013 - Magnus Carlsen
- 2014 - Levon Aronian
- 2015 - Magnus Carlsen
- 2016 - Magnus Carlsen
- 2017 - Wesley So
- 2018 - Magnus Carlsen
- 2019 - Magnus Carlsen
- 2020 - Fabiano Caruana
- 2021 - Jorden van Foreest
- 2022 - Magnus Carlsen
- 2023 - Anish Giri
- 2024 - Wei Yi
- 2025 - Rameshbabu Praggnanandhaa